# 金瓜石社
金瓜石社（日语：／ Kinkaseki Sha），俗稱黃金神社，是一座位於臺灣新北市瑞芳區金瓜石的神社遺跡，又稱山神社，為日治時期臺灣第一座具完整神道信仰空間而興建的神社，也是繼明治30年（1897年）1月13日鎮座之台南開山神社之後，於臺灣所興建的第二座神社。
2007年，該神社藉由臺北縣政府（今新北市政府）列為文化資產保存，目前神社遺構為台灣電力公司所有，對外開放民眾參觀。其遺跡群至今也新北市市定古蹟。

## 歷史

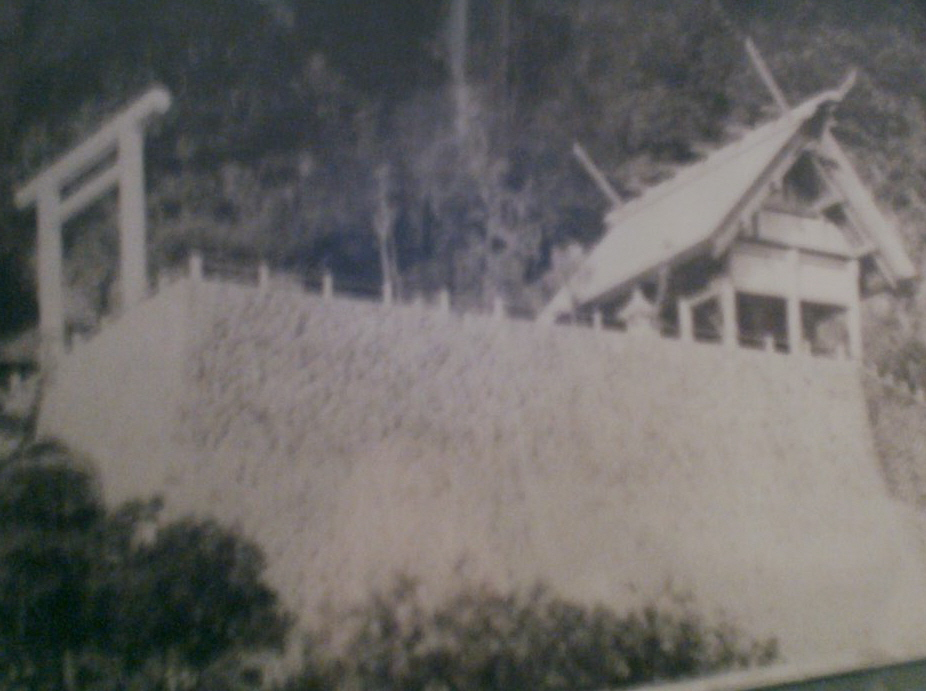
日治時代的金瓜石神社，圖中是三之鳥居和改建後的神明造拜殿(原為入母屋造)（黃金博物館內攝）

### 日治時期
在日治時期，日本政府於1896年（明治29年）頒布了「台灣礦業規則」，隨著此法規的實施，日本人在金瓜石地區建立了一整套的採礦到製煉系統。1897年1（明治30年）10月，田中組開始在金瓜石礦山進行開發。為了鞏固治安，於翌年(1898年)在本山大金瓜岩嶂東側平地間建立了金瓜山神社，並於同年3月2日進行鎮座儀式。後來，在1914年左右，神社遷移到現址。
1933年，日本礦業株式會社接管了金瓜石礦山，因應總督府推行的「一街庄一神社政策」，以及礦山經營的興盛，神社於1936年4月決定於原地進行擴建，並在1936-1937年間對金瓜石神社進行擴建、拜殿、本殿的重建工程，並增設了休憩所及外苑，使金瓜石神社與周遭區域成為當地主要的信仰中心。 
根據國立臺北藝術大學林承緯的研究，依據現有的圖像資料和田野調查，以及參與金瓜石社祭典的耆老張阿輝（昭和元年出生）的口述歷史，並沒有找到明確的證據，以證明金瓜石神社曾經遷移過的證據。。

### 戰後與現況
第二次世界大戰結束後，神社遭到廢除並遭破壞棄置，1972年2月，在中華民國與日本斷交後，內政部於1974年頒佈「清除台灣日據表現日本帝國主義優越感之殖民統治紀念遺跡要點」，主要內容包括應徹底清除日治時期神社，意圖去日本化，使得各地神社開始進行拆除工程。隨著1980年代晚期，金瓜石地區的礦產減少和臺金公司結束當地的礦業營運，台灣電力公司於瑞芳鎮接續該地礦業設施的管理，以維護在地文化資產。後經重新認定後，將神社現有遺跡均被劃分於黃金博物園區園區範圍內的古蹟建築，台視八點檔連續劇《流氓教授》亦曾於此地取景。
2000年，金瓜石神社獲選為臺北縣歷史建築十景之一、以及臺灣歷史建築百景的第94名。隨著黃金博物館正式成立，為了開明確展示礦業文化主題與生態博物館，金瓜石神社開始進行修復工程，開放民眾前往參觀。2007年3月14日，金瓜石神社經公告指定為臺北縣縣定古蹟，後因五都升格而改為新北市市定古蹟。  
2017年，由於神社遺蹟本身已受嚴重之風化，洗石子剝落問題導致古蹟建造物劣化現象與速度明顯，台電於2017年因而啟動金瓜石神社修復計畫，並由建築師張興傑以殘跡保留、保護樑柱不倒方式修復古蹟主題，期間則發掘出外苑、第一代神社鳥居、石燈籠等珍貴文物，並依歷史文獻沿著參拜道路種植百棵櫻花樹，該修復作業歷經五年完成，並在2022年9月正式對外開放民眾參觀。

## 設施
最初形制上，金瓜石神社設有基本的神社配置，除配置參道、石造明神鳥居、切妻造手水舍、入母屋造拜殿（柱子為混凝土造）、流造本殿、旗桿座五基、入苑銅牛一基、石造和混凝土造燈籠數對。在1937年的改建工程時，第二代神社則在第一代神社的原地上進行重建，並在此次改建工程中，將鳥居改建為石造靖國鳥居、拜殿本殿改為神明造，並設置休憩所。。
當代，金瓜石神社所保存的遺構，絕大量為第二代神社時期的營建構件，包括二、三之鳥居、完整石燈籠四對、旗幟台數對、拜殿柱子及神社基壇，以及部分出土的第一代神社遺跡。

### 基壇
因應興建於山地上，金瓜石社現存留的主要建築殘蹟主要包括在社殿建築物下方的「基壇」，並根據結構差異分為下層臺基和上層臺基兩個部分。其中，下層臺基是由人工打石而成，並使用以上下交錯平砌的「布積」方式使石塊排列整齊，最底下的部分為延石，而階梯部分則使用紅磚砌成兩側線性造型的側翼，這使側翼的下層階梯上形成高度不對等的狀況，不過可能是因為後期經過改建，原始樣貌已不可考。
本殿上層臺基則使用鋼筋混凝土和人造洗石子作為材料，四階階梯順著「登高欄」攀升，最上方是被圍塑舍殿的「組高欄」。組高欄的外觀具有仿石的凹框斬面，使用水泥砂漿、混合石粒打毛而成的仿石工法。中央部分以類似仿木的束石切割而成，四邊則使用從木構架發展出來的裝飾形式「跳高欄」以形成混凝土造的跳高欄，在保留了木構架的式樣同時，也以混凝土材料實現了木構形式的建築手法。
2021年1月19日至1月27日的修復計畫期間，修復人員曾在神社外苑周圍區域發現更多的牆基遺構，包括以礫石混擬土造方型的牆基殘骸，總長約19公尺，該遺構在過去曾作為結構面層構件、扶手柱構件、洗石子構件、磚造混擬土構件等工法之用處，同時在神社的遊園地噴池遺跡周圍也發現了散存遺構。

### 鳥居及參道
金瓜石社的外苑參道中原有三座靖國鳥居，現存兩座，該鳥居形式為神明鳥居的亞種造型，其中二之鳥居位於參道入口，三之鳥居則在進入內苑的入口位置。正面左右兩側柱部份分別刻有「納」及「奉」，背面左右兩側分別刻有「昭和拾貳年七月吉日建之」及「金瓜石鑛山一同」字樣。
兩座鳥居均以鋼筋混凝土建造而成，表面層為洗石子。其柱身垂直豎立，笠石則是直線無彎曲。貫石則沒有突出於柱子之外，柱子下方還有圓形的「龜腹」基座，參道沿線則設置了石燈籠，兩兩一組地分佈在指路之用。
第一代鳥居的殘存構件於2021年修復工程被發現，該鳥居約於1898年所設立，其形式為「明神鳥居」，鳥居的笠石、島石於清理本殿後方山壁土溝時所發現，該結構分為兩段，約172公分至162公分長，接合約為324公分，額束、貫石、柱石等截斷結構等構建則於原基座旁邊坡石堆所發現，由於多數區域呈現殘破、破裂狀態，該鳥居無法進行修復，並已平躺形式於黃金博物園區進行靜態展示。

### 拜殿

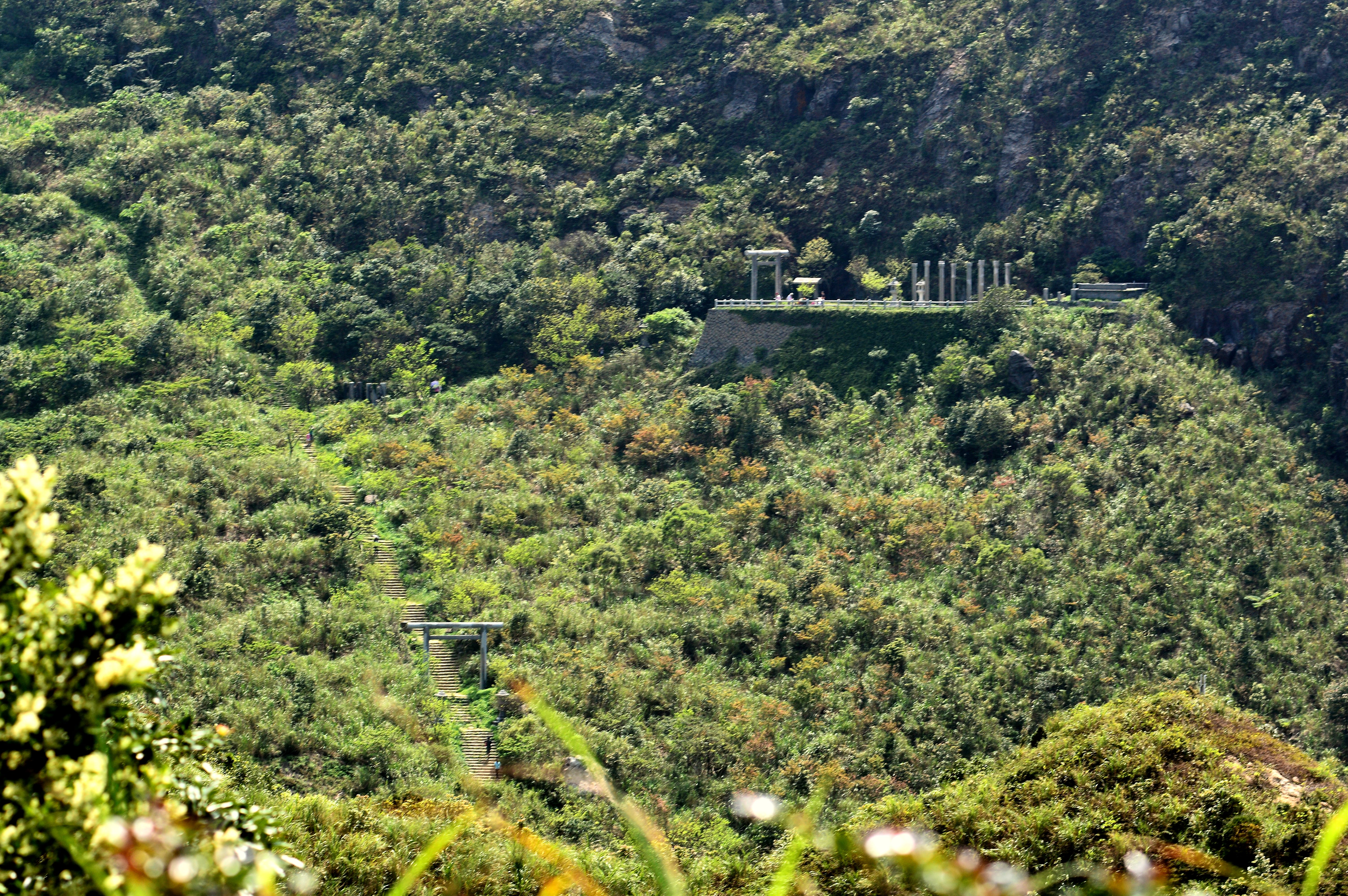
從遠方看望金瓜石神社
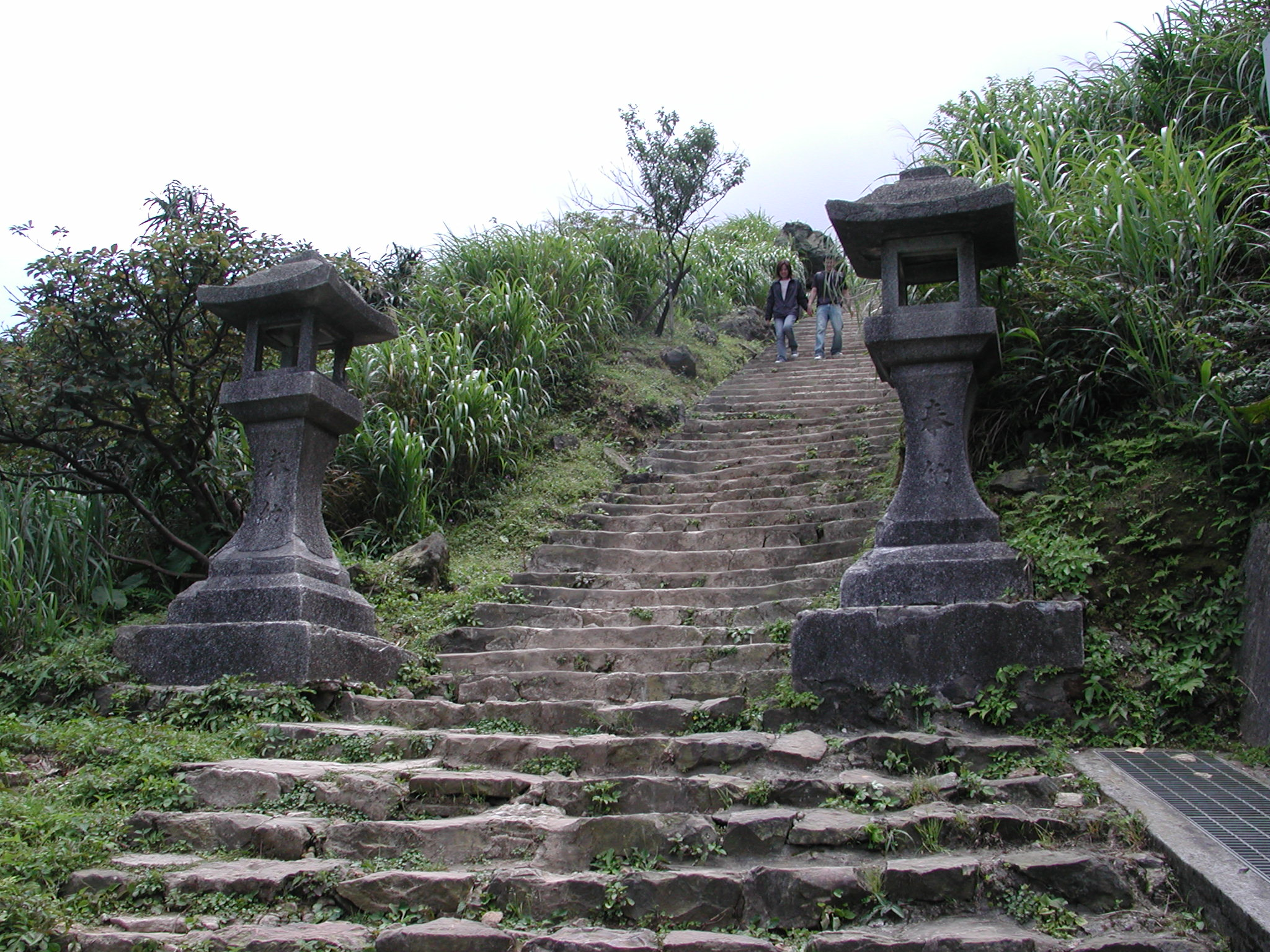
參道上的混凝土造燈籠
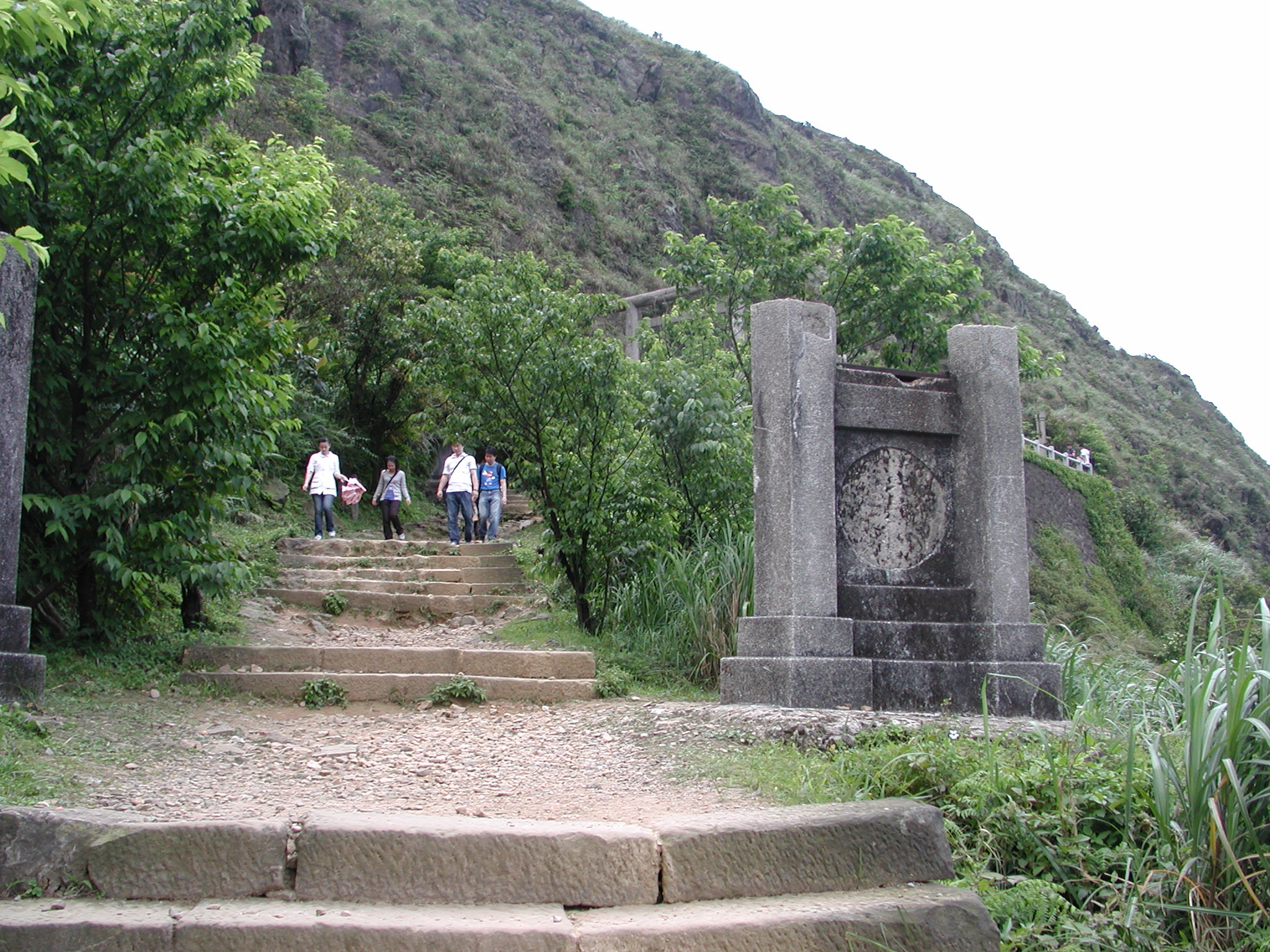
旗幟台
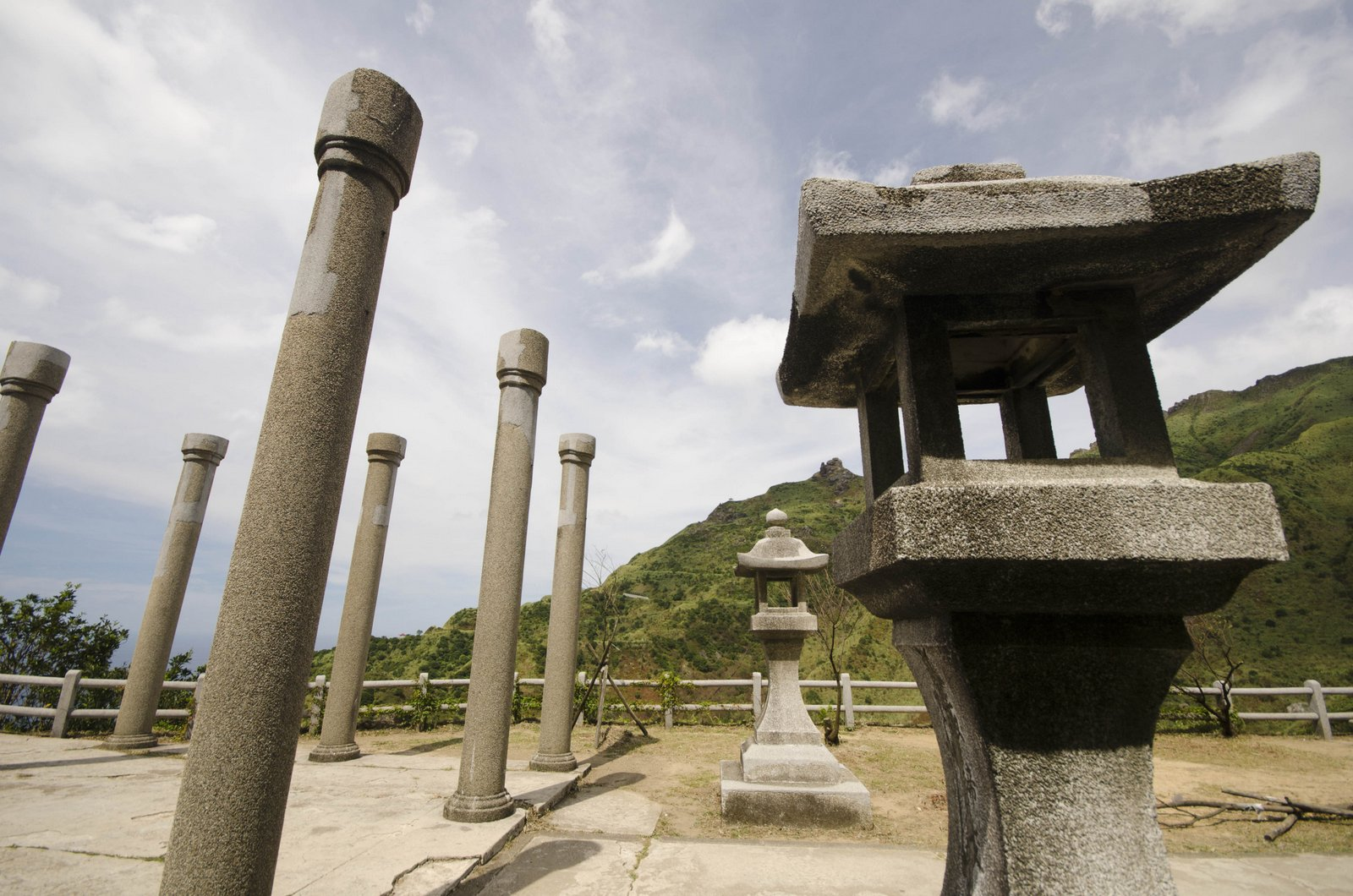
柱頭與燈籠遺跡

拜殿是神社進行祭祀儀式和進行參拜的場所，金瓜石社的第一代拜殿採用「入母屋造」形式，即在母屋前再建一個較小的屋子，形成向外突出的狀態。第二代神社的建築風格，則採用了日本最高級神宮伊势神宫本殿的「神明造」樣式。該建築風格基於掘立柱、切妻造、平入等神明造的基礎樣式。在屋頂的最初設計上原本僅使用銅板覆蓋，然而現今所留存的建築遺構，只留下十根鋼筋混凝土柱列。這些柱子是拜殿的主要結構支撐柱，並設有卡榫凹槽區域以提供屋頂支撐。

### 本殿
本殿為神社內最重要的建築，作為祭祀者進行祭祀儀式的場所使用，金瓜石社的第一代本殿屬於神社建築常見的「流造」樣式，其屋頂前方比後方長，呈現平入的形式。在1937年的改建時，第二代本殿則與拜殿改建成「神明造」樣式。當前神社本殿已消失，其建築遺構已不可見，獨留地基結構，該地基為內部磚造，外覆洗石子的結構工法。
本殿遺址前仍存一座不明物，該物體原擺放位置及用途均不明，橫寬約30公分，高度約15公分，上頭刻有著「奉納」字樣。根據日本作家片倉佳史在《台灣土地‧日本表情》曾提及該物為香火錢投置缽盆。此外，本殿地基左右兩側原有狛犬一對，現已遭到撤去且下落不明。

### 外苑
在第二代神社的興建中，曾大幅度擴寬園區面積以興建外苑，該外苑位於第一鳥居至第二鳥居之間的區域，並設有花瓣型的噴泉、花園等公園設計，同時在部分用地上也作為礦業設施的作業場所使用，在神社荒廢後，該遊園地及礦業設施也被淹埋於芒草之中，並在2021年的修復工程中重新出土，並發現了部分噴泉設施結構及鐵管、13公尺長的帶狀泉源石構、牆基等遺構。

### 其他
金瓜石神社還留存著眾多遺跡，包括幡旗座、旗桿座等設施，其周圍原設有玉垣，現僅存少數玉垣遺構仍存留。
石燈籠曾放置在神社參道或境內以提供照明使用，現存約四對石燈籠仍存，第一對包括參道入口處的一對石燈籠，左側石燈籠背面刻有「金瓜石OO職員兒童」字樣。第二對位於二之鳥居前側，左側石燈籠背面刻有「昭和拾貳年七月吉日」字樣。第三對位於二之鳥居後方，該結構石燈籠現僅存下半部殘件，部分石塊刻有「奉燈」以及「坑夫中」字樣，「坑夫中」是指礦工團體中心的意思，即這表示該石燈籠由當代礦工團體奉獻的。其落款的真正意義，是代表金瓜石礦工們的集體精神和奉獻精神。不過因而時常被誤認成「中夫坑」或「中央坑」。
拜殿前則有一對由台灣鑛業株式會社取締役所奉獻的石燈籠，其左側燈籠刻有「取締役一同」字樣，右側燈籠刻有「昭和拾貳年七月吉日」字樣。本殿旁另保存部分石燈籠的中台部件。原放置在神社的入苑銅牛乙座現已下落不明。2021年的修復工程中則出土了約三座石構件。

## 主要祭事
金瓜石神社祭祀大國主命、金山彥命、猿田彥命，為日本礦業人之守護神。 
每年例祭日為每年之6月28日，日本人舉行山神祭之同日，正逢金瓜石臺灣人迎媽祖的季節，大正、昭和時期日本人神社祭典常與台灣人的迎媽祖繞境共同舉行，當神社祭典延期時，金瓜石的媽祖繞境亦隨之延期。

## 外部連結
- 金瓜石神社 - 臺灣宗教文化地圖 （页面存档备份，存于）
- 新北市立黃金博物館 （页面存档备份，存于）
- 《金瓜石神社與山神祭》特展  新北市立黃金博物館 （页面存档备份，存于）
- 金瓜石神社—文化部文化資產局 （页面存档备份，存于）

25°06′18″N 121°51′31″E / 25.1049703°N 121.8586582°E